# Spital am Pyhrn
Spital am Pyhrn è un comune austriaco di 2 251 abitanti nel distretto di Kirchdorf an der Krems, in Alta Austria.

## Geografia
Spital am Pyhrn si trova a 640 m di altitudine nel Traunviertel. Si estende 16 km da nord a sud e 12,3 km da ovest a est. La superficie totale è di 108,9 km², il 47,6% è boschivo e il 19,3% è utilizzato per l'agricoltura.

## Sviluppo della popolazione
Nel 1991, secondo il censimento, la comunità contava 2 197 abitanti, saliti a 2.275 nel 2001, per poi diminuire a 2.238 nel 2018. Il calo della popolazione si basa su un saldo negativo della migrazione, che non può essere compensato dal saldo positivo delle nascite .